# Nati nel 1110
| Questa pagina contiene informazioni ricavate automaticamente dalle voci biografiche con l'ausilio del template Bio e di un bot. L'aggiornamento è periodico e automatico e ricostruisce completamente la pagina. Se manca una persona in questa lista, sei pregato di non aggiungerla, ma accertati piuttosto che la sua voce biografica contenga il template Bio e che i dati anagrafici siano correttamente compilati. Se il template Bio manca, inseriscilo tu stesso o, in alternativa, metti l'avviso {{tmp\|Bio}} che ne segnala la mancanza. Se i dati riportati sono sbagliati, correggi direttamente la voce biografica; le modifiche saranno visibili in questa lista entro pochi giorni. Per chiarimenti vedi il progetto biografie. La lista contiene solo le 14 persone che sono citate nell'enciclopedia e per le quali è stato implementato correttamente il template Bio. Pagina aggiornata al 18 ago 2025. |

- 21 gennaio - Amedeo di Losanna, santo francese († 1159)
- Aelredo di Rievaulx, monaco cristiano, scrittore e santo inglese († 1167)
- Baldovino IV di Hainaut, conte († 1171)
- Rabbenu Tam, rabbino francese († 1171)
- Berta di Sulzbach, imperatrice bizantina († 1159)
- Clemente, scrittore e teologo russo
- Düsum Khyenpa, monaco buddhista tibetano († 1193)
- Guglielmo III di Borgogna, conte
- Liutgarda di Salzwedel, nobile tedesca († 1152)
- Burgundio Pisano, giurista e traduttore italiano († 1193)
- Platone Tiburtino, matematico, astronomo e astrologo italiano († 1145)
- Rogvolod Borisovič, nobile russo
- Oddone di Saint-Amand, cavaliere medievale francese († 1179)
- Abraham ibn Dawud, storico, astronomo e filosofo spagnolo († 1180)